# Synasellus albicastrensis
Synasellus albicastrensis là một loài chân đều trong họ Asellidae. Loài này được Braga miêu tả khoa học năm 1960.